# Frederick Whitmore Burch
Frederick Whitmore Burch, britanski general, * 1893, † 1977.